# Körper (Wein)
Körper ist ein Begriff aus der Weinsprache zur Geschmacksbeschreibung eines Weines.
Den Körper oder auch Extrakt eines Weines bilden alle nichtflüchtigen Inhaltsstoffe. Die Extraktion erfolgt durch Erhitzen, wobei Wasser und Alkohol verdampfen. Zurück bleiben etwa 15–20 % feste Stoffe wie Zucker, Säure, Glycerin, Mineralstoffe, Vitamine, Polyphenole (Tannine), Pektine und Proteine.
Die Zusammensetzung des Extraktes wird durch etliche Faktoren bedingt, wie z. B. Rebsorte, Alter der Rebe, Beschaffenheit des Bodens, Lage des Weinbergs, Zeitpunkt der Lese und Ausbau durch den Weinbauer. Sie bestimmt maßgeblich Geschmack, Geruch, Viskosität und Adstringenz des Weines.
Extraktreiche Weine werden als körperreich, vollmundig, füllig, kraftvoll, schwer, mollig, weinig, etc. bezeichnet.
Für extraktarme Weine verwendet man Beschreibungen wie körperarm, leicht, schlank, zart und feingliedrig.
Körper und Alkoholgehalt bilden zusammen den Charakter des Weines.